# Naohiro21
naohiro21（なおひろトゥエンティーワン、2002年5月9日-）は東京都練馬区出身のストリーマーである。日本のプロeスポーツ組織RIDDLE所属。

## 経歴
生い立ち：ゲームとの出会い
2002年5月9日、神奈川県川崎市にて誕生。4人家族の次男で、3歳上の兄がいる。
幼少期からゲームに触れ、中学生になるとCities: Skylines、World of Tanks、PUBGをプレイし始める。当時は高性能のPCを持っていなかったため、週末はeスポーツカフェに通ってプレイしていた。
高校生になるとアルバイトをはじめ、その貯金でゲーミングPCを購入。本格的にPCゲームにのめりこむ。
2019年2月、エーペックスレジェンズをプレイし始め、そこでへしこ・ゆきおと出会い、3人で
ランクマッチをプレイするようになる。
プロゲーマーとして
2020年6月15日、へしこ・ゆきおとともにプロゲーミングチーム「Crest Gaming」に加入。
同年7月に行われたALGS Summer Circuit #2 - APAC Northにおいて1位を収めた。
しかし、徐々に成績を落としていったこと、自身の大学受験とも重なり、2021年1月5日にCrest  Gamingを脱退。ゆきおはフリーエージェント、なおひろ21はへしことともに競技シーンで活動するため、所属するチームを探すこととなった。
2021年2月6日、USG Cruller（現VARREL）への加入が決定。Aru、へしことともに再スタートを図る。
しかし、チームとして好成績を残すことができず、同年6月に脱退。
再結成
2021年8月26日、かつてのチームメイト・ゆきおがX（旧Twitter）上でゆきお・へしこ・なおひろ21の3人で活動していくことを発表。
「456」として競技シーンに復帰することとなった。
2022年2月20日、456はプロeスポーツチームRIDDLE・APEX部門へ加入し、RIDDLE456として活動を開始。
2022年9月1日、APEX部門からストリーマー部門への転向を発表。
ストリーマーとして
ストリーマー部門転向後は、オーバーウォッチ2
の配信を中心に活動している。

## 人物
・人見知りが激しく、人と目を合わせて話すことが苦手である。
・小学校から中学校までバスケットボール部に所属していた。
・極度の偏食で、野菜・果物を一切食べない。幼少期に給食で出た混ぜご飯に入っている野菜を食べて嘔吐してしまい、それから野菜を一切食べなくなっている。これを理由に給食のない学校に入ろうと中学受験を決意し、私立中学に入学した。
・オーバーウォッチ2でのメインヒーローはトールビョーン。

## 主要実績
エーペックスレジェンズ
・2020年7月12日　ALGS Summer Circuit #2 - APAC North（Crest Gaming）-1位
・2020年8月30日　RAGE ASIA（Crest Gaming）-4位
・2020年10月4日　ALGS Autumn Circuit #1 - APAC North（Crest Gaming）-3位
・2020年12月12日　Legion Doujou Cup #5（Crest Gaming）-3位
・2021年12月5日　Apex Legends Global Series: Split 1 Pro League - APAC North（456）-7位
・2021年12月26日　FFL - Global Challenge #1 - Qualifiers（456）-2位